# Liste der Kulturgüter in Icogne
Die Liste der Kulturgüter in Icogne enthält alle Objekte in der Gemeinde Icogne im Kanton Wallis, die gemäss der Haager Konvention zum Schutz von Kulturgut bei bewaffneten Konflikten, dem Bundesgesetz vom 20. Juni 2014 über den Schutz der Kulturgüter bei bewaffneten Konflikten sowie der Verordnung vom 29. Oktober 2014 über den Schutz der Kulturgüter bei bewaffneten Konflikten unter Schutz stehen.
Objekte der Kategorie A sind im Gemeindegebiet nicht ausgewiesen, Objekte der Kategorie B sind vollständig in der Liste enthalten, Objekte der Kategorie C fehlen zurzeit (Stand: 1. Januar 2023).

## Kulturgüter
| Foto |                 | Objekt                                                     | Kat. | Typ | Standort                      | Beschreibung                                                                         |
| ---- | --------------- | ---------------------------------------------------------- | ---- | --- | ----------------------------- | ------------------------------------------------------------------------------------ |
| BW   | Datei hochladen | Brücke über die Lienne / Pont sur la Lienne KGS-Nr.: 17277 | B    | G   | Route d'Ayent 599427 / 127146 | Das Objekt liegt zur Hälfte auf dem Gemeindegebiet von Icogne und Ayent (Nr. 17278). |